# ضلع
| لب (ضلع) میانِ دو سر (رأس)                               | هر چهارپهلویی (چهارضلعی) با لب (ضلع) ساخته شده‌است، مانند چهارگوش (مربع) که چهار ضلع (لب) دارد. |
| در هر شکلی، برخوردگاه دو تخته (صفحه) مانند چندرویی مکعب | در مکعب، هر لب (ضلع)، سه یا چهار زبرروی (سطح) مشترک دارد.                                      |

در هندسه، ضِلع یا بَر یا لَبه یا پهلو پاره‌خطی است که دو رأس را در یک چندضلعی به هم پیوند دهد؛ بنابراین در عمل، یک ضلع رابطی برای یک پاره‌خط یک‌بعدی و دو شی صفر بعدی است.
ضلع به خط‌های سازنده هر شکل گویند که اغلب تعداد آن‌ها در هر شکل نسبت به اشکال دیگر متفاوت است. برای نمونه مثلث، ۳ ضلع و مربع و مستطیل ۴ ضلع دارند.
توالیِ بستهٔ مسطح از ضلع‌ها، یک چندضلعی (و یک وجه) را شکل می‌دهد. در یک چندوجهی، در هر ضلع دقیقاً دو وجه با یکدیگر تماس دارند، در حالی که در چندبرهای با ابعاد بالاتر، سه یا تعداد بیشتری از وجه‌ها در هر ضلع با یکدیگر تماس دارند.

## ضلع مشترک
زمانی که بین تعدادی چند ضلعی یک ضلع مشترک باشد (ضلع به هردو شکل متعلق باشد) به آن ضلع مشترک گویند. این موضوع کمک بزرگی در خصوص اثبات می‌کند.

## مثلث
در هر مثلثی ممکن است طول دو ضلع آن مساوی باشد. چنین مثلثی را مثلث متساوی الساقین و دو ضلع مساوی را ساق‌های مثلث می‌نامند. در مثلث متساوی الساقین دو زاویه پای ساق‌ها با هم برابرند.
ممکن است طول هر سه ضلع با هم برابر باشد که در این صورت مثلث را، متساوی الاضلاع می‌نامند. در هر مثلث متساوی الاضلاع زوایا با هم برابر و اندازهٔ آن‌ها ۶۰ درجه است.